# Cellana analogia
Cellana analogia is een slakkensoort uit de familie van de Nacellidae. De wetenschappelijke naam van de soort is voor het eerst geldig gepubliceerd in 1940 door Tom Iredale.